# Fabien Cool
Fabien Cool, né le 29 août 1972 à L'Isle-Adam (Val-d'Oise), est un footballeur français qui évoluait au poste de gardien de but.
Fabien Cool est connu pour être un joueur emblématique de l'AJ Auxerre, dont il détient le record de matchs joués avec 467 apparitions.

## Biographie

### Débuts difficiles
Fabien Cool fait ses classes au centre de formation de l'AJA dont il sort en 1992. Après une saison vierge en temps de jeu, il est prêté à Gueugnon, en deuxième division, lors de la saison 1993-1994. Mais il n'y jouera que deux matchs. Il revient la saison suivante à Auxerre où il devient la doublure de Lionel Charbonnier. Il restera la doublure du troisième gardien de l'équipe de France jusqu'au départ de ce dernier pour les Glasgow Rangers, à l'issue de la saison 1997-1998. Il est à noter que lors de la conquête du titre de champion de France en 1995-1996, Fabien disputera 16 des 38 matches de championnat, un temps de jeu remarquable pour une doublure.

### De titulaire à emblème auxerrois
En 1998, il devient donc titulaire dans les cages auxerroises à l'âge un peu tardif de 26 ans. Très bon sur sa ligne, Cool s'avère plus en difficulté dans ses sorties aériennes. Il reste tout de même inamovible dans les buts de l'AJA. Il réalise quelques bons parcours avec les bleus et blancs, remportant notamment la coupe de France à deux reprises en 2003 et 2005. Petit à petit il devient un emblème pour le club auxerrois. Malgré une dernière saison difficile où il encaissera quelques buts gags, il peut se targuer d'avoir obtenu deux prestigieux records. Il est d'abord détenteur du record du plus grand nombre de matchs joués consécutivement en Ligue 1/Division 1, soit 306 matchs, tous disputés avec l'AJ Auxerre. Son autre record aura marqué l'Histoire de l'AJA puisqu'il est encore aujourd'hui le joueur ayant le plus de fois revêtu le maillot auxerrois avec 467 matchs (dont 351 en championnat). Le 20 août 2005, il encaisse 7 buts lors du déplacement de l'AJ Auxerre au Stade Félix Bollaert de Lens lors de la saison 2005-2006, ce qui restera le plus gros nombre de buts encaissés en un match dans sa carrière (Lens 7 - 0 Auxerre).
C'est le 18 mai 2007 qu'il prend la décision d'arrêter sa carrière, « accablé par une pubalgie », décision annoncée par le président du club sur le site officiel.

### Entraîneur dans l'Yonne
Titulaire du diplôme d'entraîneur BE1, Fabien Cool devient, en août 2009, l'entraîneur du FC Chevannes qui évolue en Promotion d'Honneur. Il reste pendant un an et demi à la tête de l'équipe. Il devient ensuite entraîneur de l'Entente Paron-Saint-Clément-Maillot Foot qui évolue désormais en division d'honneur  et qui a évolué au 7e tour de la Coupe de France. En 2017, il est nommé coordonnateur de l'école de football de l'AJ Auxerre et prend plus particulièrement en charge les moins de 13 ans.

## Statistiques de joueur
| Saison      | Club        | Pays               | Championnat      | Coupe de France | Coupe de la Ligue | Coupe d'Europe   |
| ----------- | ----------- | ------------------ | ---------------- | --------------- | ----------------- | ---------------- |
| 1992 - 1993 | AJ Auxerre  | France             | -                | -               | -                 | -                |
| 1993 - 1994 | FC Gueugnon | France             | Division 2 \| 2  | -               | -                 | -                |
| 1994 - 1995 | AJ Auxerre  | France             | Division 1 \| 8  | 2               | -                 | C2 \| 2          |
| 1995 - 1996 | AJ Auxerre  | France             | Division 1 \| 16 | 1               | -                 | C3 \| 4          |
| 1996 - 1997 | AJ Auxerre  | France             | Division 1 \| 9  | 2               | -                 | C1 \| 1          |
| 1997 - 1998 | AJ Auxerre  | France             | Division 1 \| 12 | 2               | -                 | C3 \| 6          |
| 1998 - 1999 | AJ Auxerre  | France             | Division 1 \| 34 | 1               | 3                 | CI \| 2          |
| 1999 - 2000 | AJ Auxerre  | France             | Division 1 \| 34 | 1               | 1                 | -                |
| 2000 - 2001 | AJ Auxerre  | France             | Division 1 \| 34 | -               | 2                 | C3 \| 8          |
| 2001 - 2002 | AJ Auxerre  | France             | Division 1 \| 34 | 1               | 2                 | -                |
| 2002 - 2003 | AJ Auxerre  | France             | Ligue 1 \| 38    | 6               | 1                 | C3 + C1 \| 8 + 4 |
| 2003 - 2004 | AJ Auxerre  | France             | Ligue 1 \| 38    | 3               | 4                 | C3 \| 8          |
| 2004 - 2005 | AJ Auxerre  | France             | Ligue 1 \| 38    | 6               | 3                 | C3 \| 12         |
| 2005 - 2006 | AJ Auxerre  | France             | Ligue 1 \| 38    | 2               | 2                 | C3 \| 2          |
| 2006 - 2007 | AJ Auxerre  | France             | Ligue 1 \| 18    | -               | 2                 | CI + C3 \| 2 + 6 |
| 1992 - 2007 |             | TOTAL MATCHS JOUÉS | 353              | 27              | 20                | 65               |

## Palmarès

### En club
- Champion de France en 1996 avec l'AJ Auxerre
- Vainqueur de la Coupe de France en 2003 et en 2005 avec l'AJ Auxerre
- Finaliste du Trophée des Champions en 2003 et en 2005 avec l'AJ Auxerre

### Records
- Recordman du nombre de matches consécutifs en Ligue 1 entre 1998 et 2006 avec 306 matches
- Recordman du nombre de matches joués avec l'AJ Auxerre, toutes compétitions confondues, avec 467 matches

## Activité politique
Fabien Cool s'est engagé en politique fin 2002 pour « combattre l'extrême-droite ». Ainsi, il a rejoint l'UDF et est devenu entre-temps vice-président de l'UDF dans l'Yonne et membre du bureau politique national du parti. Il s'est présenté à l'élection législative en 2007 en tant que député suppléant de Pascal Henriat dans la deuxième circonscription de l'Yonne. Il rejoint le Nouveau Centre en août 2007. Il est élu conseiller municipal d'Auxerre lors de l'élection municipale de mars 2008 en deuxième position sur la liste de Dominique Mary.